# Patrice Vermette
Patrice Vermette (1970) é um diretor de arte canadense. Venceu o Genie Awards de melhor direção artística pelo filme C.R.A.Z.Y. e foi indicado ao Oscar por The Young Victoria.